# 전지적 독자 시점 (영화)
"전지적 독자 시점"은 2025년 7월 23일에 개봉된 소설원작기반 영화이다“

## 줄거리
웹소설 읽기가 취미인 회사원 김독자. 퇴근길 지하철에 오른 그의 앞에 10년 동안 힘든 삶을 살며 혼자 읽어온 웹소설 ‘멸살법’(멸망한 세계에서 살아남는 방법)이 현실이 되어 펼쳐진다. 모두 혼돈과 공포에 빠져 있지만, 김독자 한 명만은 그 세상을 알고 있다. 김독자는 유료화 예정이던 멸살법의 에필로그를 알기 위해 멸망한 세상을 살아간다. 

## 제작진

### 감독
- 김병우

### 각본
- 김병우

### CG/VFX
- M83, 모터헤드

## 등장인물
- 이민호 : 유중혁 역
- 안효섭 : 김독자 역
- 채수빈 : 유상아 역
- 신승호 : 이현성 역
- 나나 : 정희원 역
- 지수 : 이지혜 역
- 권은성 : 이길영 역
- 박호산 : 공필두 역
- 최영준: 한명오 역

### 특별출연
- 정성일 : 천인호 역

## 같이 보기
- 2025년 대한민국의 영화 목록